# Lijst van afleveringen van The F.B.I. (televisieserie)
Dit is een lijst met afleveringen van de Amerikaanse televisieserie The F.B.I.

## Seizoen 1 (1965–66)
| Nr. | Afl. | Titel aflevering                  | Regisseur         | Schrijver            | Uitzenddatum VS   |
| --- | ---- | --------------------------------- | ----------------- | -------------------- | ----------------- |
| 101 | 1    | The Monster                       | William A. Graham | Norman Jolley        | 16 september 1965 |
| 102 | 2    | Image in a Cracked Mirror         | William A. Graham | Anthony Wilson       | 26 september 1965 |
| 103 | 3    | A Mouthful of Dust                | Don Medford       | Earl Mack            | 3 oktober 1965    |
| 104 | 4    | Slow March Up a Steep Hill        | William A. Graham | Charles Larson       | 10 oktober 1965   |
| 105 | 5    | The Insolents                     | Don Medford       | Theodore Apstein     | 17 oktober 1965   |
| 106 | 6    | To Free My Enemy                  | William A. Graham | Norman Jolley        | 24 oktober 1965   |
| 107 | 7    | The Problem of the Honorable Wife | Don Medford       | Jo Pagano            | 31 oktober 1965   |
| 108 | 8    | Courage of a Conviction           | Don Medford       | Oscar Millard        | 7 november 1965   |
| 109 | 9    | The Exiles                        | William A. Graham | Robert Leslie Bellem | 14 november 1965  |
| 110 | 10   | The Giant Killer                  | Don Medford       | Mark Rodgers         | 21 november 1965  |
| 111 | 11   | All the Streets Are Silent        | William A. Graham | Mark Rodgers         | 28 november 1965  |
| 112 | 12   | An Elephant Is Like a Rope        | Don Medford       | Robert Leslie Bellem | 5 december 1965   |
| 113 | 13   | How to Murder an Iron Horse       | Christian Nyby    | Don Brinkley         | 12 december 1965  |
| 114 | 14   | Pound of Flesh                    | Christian Nyby    | Norman Jolley        | 19 december 1965  |
| 115 | 15   | The Hijackers                     | Don Medford       | Norman Lessing       | 26 december 1965  |
| 116 | 16   | The Forests of the Night          | Christian Nyby    | Charles Larson       | 2 januari 1966    |
| 117 | 17   | The Chameleon                     | Don Medford       | Norman Jolley        | 9 januari 1966    |
| 118 | 18   | The Sacrifice                     | Christian Nyby    | Andy Lewis           | 16 januari 1966   |
| 119 | 19   | Special Delivery                  | Ralph Senensky    | Samuel Newman        | 23 januari 1966   |
| 120 | 20   | Quantico                          | Christian Nyby    | Ron Bishop           | 30 januari 1966   |
| 121 | 21   | The Spy-Master                    | Richard Donner    | Anthony Spinner      | 6 februari 1966   |
| 122 | 22   | The Baby Sitter                   | Christian Nyby    | Leonard Kantor       | 13 februari 1966  |
| 123 | 23   | Flight to Harbin                  | Don Medford       | Gene L. Coon         | 27 februari 1966  |
| 124 | 24   | The Man Who Went Mad by Mistake   | Ralph Senensky    | Robert Leslie Bellem | 6 maart 1966      |
| 125 | 25   | The Divided Man                   | Don Medford       | David Duncan         | 20 maart 1966     |
| 126 | 26   | The Defector: Part 1              | Christian Nyby    | Norman Lessing       | 27 maart 1966     |
| 127 | 27   | The Defector: Part 2              | Christian Nyby    | Norman Lessing       | 3 april 1966      |
| 128 | 28   | The Tormentors                    | Jesse Hibbs       | Anthony Spinner      | 10 april 1966     |
| 129 | 29   | The Animal                        | Christian Nyby    | Mark Rodgers         | 17 april 1966     |
| 130 | 30   | The Plunderers                    | Ralph Senensky    | William Fay          | 24 april 1966     |
| 131 | 31   | The Bomb That Walked Like a Man   | Christian Nyby    | Charles Larson       | 1 mei 1966        |
| 132 | 32   | The Hiding Place                  | Don Medford       | Robert Leslie Bellem | 8 mei 1966        |

## Seizoen 2 (1966–67)
| Nr. | Afl. | Titel aflevering          | Regisseur      | Schrijver            | Uitzenddatum VS   |
| --- | ---- | ------------------------- | -------------- | -------------------- | ----------------- |
| 201 | 33   | The Price of Death        | Paul Wendkos   | David W. Rintels     | 18 september 1966 |
| 202 | 34   | The Escape                | Ralph Senensky | Mark Rodgers         | 2 oktober 1966    |
| 203 | 35   | The Assassin              | Ralph Senensky | John McGreevey       | 9 oktober 1966    |
| 204 | 36   | The Cave-In               | Paul Wendkos   | Andy Lewis           | 16 oktober 1966   |
| 205 | 37   | The Scourge               | Paul Wendkos   | Norman Jolley        | 23 oktober 1966   |
| 206 | 38   | The Plague Merchant       | Lewis Allen    | Barré Lyndon         | 30 oktober 1966   |
| 207 | 39   | Ordeal                    | Ralph Senensky | Robert Bloomfield    | 6 november 1966   |
| 208 | 40   | Collision Course          | Christian Nyby | Leonard Kantor       | 13 november 1966  |
| 209 | 41   | Vendetta                  | Paul Wendkos   | Franklin Barton      | 20 november 1966  |
| 210 | 42   | Anatomy of a Prison Break | Ralph Senensky | Herman Groves        | 27 november 1966  |
| 211 | 43   | The Contaminator          | Paul Wendkos   | Daniel B. Ullman     | 4 december 1966   |
| 212 | 44   | The Camel's Nose          | Joseph Sargent | Mark Rodgers         | 11 december 1966  |
| 213 | 45   | List for a Firing Squad   | Jesse Hibbs    | Mark Rodgers         | 18 december 1966  |
| 214 | 46   | The Death Wind            | Ralph Senensky | Robert Leslie Bellem | 25 december 1966  |
| 215 | 47   | The Raid                  | Ralph Senensky | Mark Rodgers         | 1 januari 1967    |
| 216 | 48   | Passage Into Fear         | Christian Nyby | Andy Lewis           | 8 januari 1967    |
| 217 | 49   | The Courier               | Ralph Senensky | Robert C. Dennis     | 15 januari 1967   |
| 218 | 50   | A Question of Guilt       | Ralph Senensky | Mark Weingart        | 22 januari 1967   |
| 219 | 51   | The Gray Passenger        | Christian Nyby | Jerrold L. Ludwig    | 29 januari 1967   |
| 220 | 52   | The Conspirators          | Christian Nyby | Norman Jolley        | 5 februari 1967   |
| 221 | 53   | Rope of Gold              | Jesse Hibbs    | Norman Borisoff      | 12 februari 1967  |
| 222 | 54   | Hostage                   | Christian Nyby | Robert Leslie Bellem | 19 februari 1967  |
| 223 | 55   | Sky on Fire               | Jesse Hibbs    | Don Brinkley         | 26 februari 1967  |
| 224 | 56   | Flight Plan               | William Hale   | Francis M. Cockrell  | 5 maart 1967      |
| 225 | 57   | The Executioners: Part 1  | Don Medford    | Norman Jolley        | 12 maart 1967     |
| 226 | 58   | The Executioners: Part 2  | Don Medford    | Norman Jolley        | 19 maart 1967     |
| 227 | 59   | The Satellite             | Jesse Hibbs    | David W. Rintels     | 2 april 1967      |
| 228 | 60   | Force of Nature           | Jesse Hibbs    | Mark Rodgers         | 9 april 1967      |
| 229 | 61   | The Extortionist          | Gene Nelson    | Norman Jolley        | 16 april 1967     |

## Seizoen 3 (1967–68)
| Nr. | Afl. | Titel aflevering              | Regisseur      | Schrijver        | Uitzenddatum VS   |
| --- | ---- | ----------------------------- | -------------- | ---------------- | ----------------- |
| 301 | 62   | The Gold Card                 | Don Medford    | Mark Rodgers     | 17 september 1967 |
| 302 | 63   | Counter-Stroke                | William Hale   | Gerald Sanford   | 24 september 1967 |
| 303 | 64   | Blood Verdict                 | Gene Nelson    | John Furia       | 8 oktober 1967    |
| 304 | 65   | Traitor                       | Robert Douglas | John W. Bloch    | 15 oktober 1967   |
| 305 | 66   | By Force and Violence: Part 1 | Don Medford    | E. Arthur Kean   | 22 oktober 1967   |
| 306 | 67   | By Force and Violence: Part 2 | Don Medford    | E. Arthur Kean   | 29 oktober 1967   |
| 307 | 68   | A Sleeper Wakes               | Robert Douglas | William Bruckner | 5 november 1967   |
| 308 | 69   | Overload                      | Jesse Hibbs    | Robert I. Holt   | 12 november 1967  |
| 309 | 70   | Line of Fire                  | Jesse Hibbs    | Mark Rodgers     | 26 november 1967  |
| 310 | 71   | Blueprint for Betrayal        | William Hale   | Sam Ross         | 3 december 1967   |
| 311 | 72   | False Witness                 | Jesse Hibbs    | E. Arthur Kean   | 10 december 1967  |
| 312 | 73   | The Legend of John Rim        | Alvin Ganzer   | Andy Lewis       | 31 december 1967  |
| 313 | 74   | The Dynasty                   | Robert Douglas | Charles Larson   | 7 januari 1968    |
| 314 | 75   | The Daughter                  | Robert Day     | Paul Schneider   | 14 januari 1968   |
| 315 | 76   | Act of Violence               | Gene Nelson    | Mark Rodgers     | 21 januari 1968   |
| 316 | 77   | Crisis Ground                 | Robert Douglas | Robert Soderberg | 28 januari 1968   |
| 317 | 78   | Ring of Steel                 | Jesse Hibbs    | Robert I. Holt   | 4 februari 1968   |
| 318 | 79   | The Homecoming                | Jesse Hibbs    | Mel Goldberg     | 11 februari 1968  |
| 319 | 80   | The Phone Call                | George McCowan | David W. Rintels | 18 februari 1968  |
| 320 | 81   | Region of Peril               | Jesse Hibbs    | Robert Soderberg | 25 februari 1968  |
| 321 | 82   | Southwind                     | George McCowan | Albert Aley      | 3 maart 1968      |
| 322 | 83   | The Messenger                 | Lewis Allen    | Jack Hawn        | 17 maart 1968     |
| 323 | 84   | The Ninth Man                 | Jesse Hibbs    | Mark Rodgers     | 24 maart 1968     |
| 324 | 85   | The Mechanized Accomplice     | Lewis Allen    | Norman Jolley    | 31 maart 1968     |
| 325 | 86   | The Predators                 | Jesse Hibbs    | Mark Rodgers     | 7 april 1968      |
| 326 | 87   | The Tunnel                    | Jesse Hibbs    | Mark Rodgers     | 21 april 1968     |
| 327 | 88   | The Mercenary                 | William Hale   | E. Arthur Kean   | 28 april 1968     |

## Seizoen 4 (1968–69)
| Nr. | Afl. | Titel aflevering              | Regisseur        | Schrijver          | Uitzenddatum VS   |
| --- | ---- | ----------------------------- | ---------------- | ------------------ | ----------------- |
| 401 | 89   | Wind It Up and It Betrays You | William Hale     | Harold Jack Bloom  | 22 september 1968 |
| 402 | 90   | Out of Control                | Don Medford      | E. Arthur Kean     | 29 september 1968 |
| 403 | 91   | The Quarry                    | Robert Day       | Robert I. Holt     | 6 oktober 1968    |
| 404 | 92   | The Runaways                  | Robert Day       | Arthur Heinemann   | 13 oktober 1968   |
| 405 | 93   | Death of a Fixer              | William Hale     | Robert Heverly     | 20 oktober 1968   |
| 406 | 94   | The Enemies                   | Don Medford      | Peter Allan Fields | 3 november 1968   |
| 407 | 95   | The Nightmare                 | Jesse Hibbs      | Penrod Smith       | 10 november 1968  |
| 408 | 96   | Breakthrough                  | Robert Day       | Frank Crow         | 17 november 1968  |
| 409 | 97   | The Harvest                   | William Hale     | Mark Rodgers       | 24 november 1968  |
| 410 | 98   | The Intermediary              | Don Medford      | John D.F. Black    | 1 december 1968   |
| 411 | 99   | The Butcher                   | Jesse Hibbs      | Barry Oringer      | 8 december 1968   |
| 412 | 100  | The Flaw                      | Robert Douglas   | Paul Schneider     | 15 december 1968  |
| 413 | 101  | The Hero                      | Gunnar Hellström | John W. Bloch      | 22 december 1968  |
| 414 | 102  | The Widow                     | Don Medford      | Mark Rodgers       | 29 december 1968  |
| 415 | 103  | Eye of the Storm              | Jesse Hibbs      | Don Brinkley       | 5 januari 1969    |
| 416 | 104  | The Fraud                     | Robert Day       | Michael Fisher     | 12 januari 1969   |
| 417 | 105  | A Life in the Balance         | Robert Douglas   | Arthur Heinemann   | 19 januari 1969   |
| 418 | 106  | Caesar's Wife                 | Robert Day       | Warren Duff        | 26 januari 1969   |
| 419 | 107  | The Patriot                   | Robert Day       | Mark Rodgers       | 2 februari 1969   |
| 420 | 108  | The Maze                      | Robert Day       | Charles Larson     | 9 februari 1969   |
| 421 | 109  | The Attorney                  | Robert Douglas   | Robert Heverly     | 16 februari 1969  |
| 422 | 110  | The Catalyst                  | Jesse Hibbs      | Gerald Sanford     | 23 februari 1969  |
| 423 | 111  | Conspiracy of Silence         | Jesse Hibbs      | Mark Weingart      | 2 maart 1969      |
| 424 | 112  | The Young Warriors            | Robert Douglas   | Albert Aley        | 9 maart 1969      |
| 425 | 113  | The Cober List                | Jesse Hibbs      | John D.F. Black    | 23 maart 1969     |
| 426 | 114  | Moment of Truth               | Robert Day       | Don Brinkley       | 30 maart 1969     |

## Seizoen 5 (1969–70)
| Nr. | Afl. | Titel aflevering         | Regisseur          | Schrijver          | Uitzenddatum VS   |
| --- | ---- | ------------------------ | ------------------ | ------------------ | ----------------- |
| 501 | 115  | Target of Interest       | William Hale       | Warren Duff        | 14 september 1969 |
| 502 | 116  | Nightmare Road           | Harvey Hart        | Mark Rodgers       | 21 september 1969 |
| 503 | 117  | The Swindler             | William Hale       | Andy Lewis         | 28 september 1969 |
| 504 | 118  | Boomerang                | Gene Nelson        | Robert Heverly     | 5 oktober 1969    |
| 505 | 119  | Silent Partners          | William Hale       | Jack Turley        | 12 oktober 1969   |
| 506 | 120  | Gamble with Death        | William Hale       | Don Brinkley       | 19 oktober 1969   |
| 507 | 121  | Flight                   | Gene Nelson        | John D.F. Black    | 26 oktober 1969   |
| 508 | 122  | The Challenge            | Jesse Hibbs        | Donald S. Sanford  | 2 november 1969   |
| 509 | 123  | Blood Tie                | Virgil W. Vogel    | Robert Heverly     | 9 november 1969   |
| 510 | 124  | The Sanctuary            | Jesse Hibbs        | Anthony Spinner    | 16 november 1969  |
| 511 | 125  | Scapegoat                | Don Medford        | Robert Heverly     | 23 november 1969  |
| 512 | 126  | The Inside Man           | Gene Nelson        | Norman Hudis       | 30 november 1969  |
| 513 | 127  | The Prey                 | Jesse Hibbs        | Don Brinkley       | 7 december 1969   |
| 514 | 128  | Journey Into Night       | Virgil W. Vogel    | Robert Heverly     | 14 december 1969  |
| 515 | 129  | The Doll Courier         | Herschel Daugherty | Gerald Sanford     | 21 december 1969  |
| 516 | 130  | Tug-of-War               | Don Medford        | Anthony Spinner    | 28 december 1969  |
| 517 | 131  | Fatal Impostor           | Jesse Hibbs        | Anthony Spinner    | 4 januari 1970    |
| 518 | 132  | Conspiracy of Corruption | Don Medford        | Mark Rodgers       | 11 januari 1970   |
| 519 | 133  | The Diamond Millstone    | Robert Douglas     | Robert Heverly     | 18 januari 1970   |
| 520 | 134  | Deadly Reunion           | Jesse Hibbs        | Warren Duff        | 25 januari 1970   |
| 521 | 135  | Pressure Point           | Don Medford        | Peter Allan Fields | 1 februari 1970   |
| 522 | 136  | Summer Terror            | Michael O'Herlihy  | Gerald Sanford     | 8 februari 1970   |
| 523 | 137  | Return to Power          | Don Medford        | Mark Rodgers       | 15 februari 1970  |
| 524 | 138  | The Dealer               | Jesse Hibbs        | Don Brinkley       | 22 februari 1970  |
| 525 | 139  | Deadfall                 | Don Medford        | Robert Heverly     | 1 maart 1970      |
| 526 | 140  | The Quest                | Philip Abbott      | Mark Weingart      | 8 maart 1970      |

## Seizoen 6 (1970–71)
| Nr. | Afl. | Titel aflevering       | Regisseur        | Schrijver                                                    | Uitzenddatum VS   |
| --- | ---- | ---------------------- | ---------------- | ------------------------------------------------------------ | ----------------- |
| 601 | 141  | The Condemned          | Virgil W. Vogel  | Robert Heverly                                               | 20 september 1970 |
| 602 | 142  | The Traitor            | William Hale     | Gerald Sanford                                               | 27 september 1970 |
| 603 | 143  | Escape to Terror       | William Hale     | Don Brinkley                                                 | 4 oktober 1970    |
| 604 | 144  | The Architect          | Virgil W. Vogel  | Jonathan Box (verhaal), Robert Heverly (verhaal)             | 11 oktober 1970   |
| 605 | 145  | The Savage Wilderness  | Virgil W. Vogel  | Robert M. Young                                              | 18 oktober 1970   |
| 606 | 146  | Time Bomb              | Virgil W. Vogel  | Robert M. Young                                              | 25 oktober 1970   |
| 607 | 147  | The Innocents          | Gene Nelson      | David W. Rintels (as Pat Riddle)                             | 1 november 1970   |
| 608 | 148  | The Deadly Pact        | Virgil W. Vogel  | Robert Heverly                                               | 8 november 1970   |
| 609 | 149  | The Impersonator       | William Hale     | Don Brinkley                                                 | 22 november 1970  |
| 610 | 150  | Antennae of Death      | Virgil W. Vogel  | Robert Heverly                                               | 29 november 1970  |
| 611 | 151  | The Target             | William Hale     | Gerald Sanford                                               | 6 december 1970   |
| 612 | 152  | The Witness            | William Hale     | Mark Rodgers                                                 | 13 december 1970  |
| 613 | 153  | Incident in the Desert | Bernard McEveety | Mark Weingart                                                | 20 december 1970  |
| 614 | 154  | The Inheritors         | Jesse Hibbs      | Alvin Sapinsley                                              | 27 december 1970  |
| 615 | 155  | The Unknown Victim     | William Hale     | Mark Weingart                                                | 3 januari 1971    |
| 616 | 156  | The Stalking Horse     | Nicholas Webster | Jack Turley                                                  | 10 januari 1971   |
| 617 | 157  | Center of Peril        | Carl Barth       | Robert M. Young (as Robert Malcolm Young)                    | 17 januari 1971   |
| 618 | 158  | The Eye of the Needle  | Virgil W. Vogel  | Robert Heverly                                               | 24 januari 1971   |
| 619 | 159  | The Fatal Connection   | Nicholas Webster | Ed Waters                                                    | 31 januari 1971   |
| 620 | 160  | The Replacement        | Philip Abbott    | Gerald Sanford                                               | 7 februari 1971   |
| 621 | 161  | Death Watch            | Robert Douglas   | Robert Heverly                                               | 14 februari 1971  |
| 622 | 162  | Downfall               | Virgil W. Vogel  | Shirl Hendryx (verhaal en verhaal), Robert Heverly (verhaal) | 21 februari 1971  |
| 623 | 163  | The Hitchhiker         | Virgil W. Vogel  | Mark Rodgers                                                 | 28 februari 1971  |
| 624 | 164  | Turnabout              | Robert Douglas   | Don Brinkley                                                 | 7 maart 1971      |
| 625 | 165  | The Natural            | Virgil W. Vogel  | Norman Jolley (verhaal), Ed Waters (verhaal)                 | 14 maart 1971     |
| 626 | 166  | Three-Way Split        | Philip Abbott    | Gerald Sanford                                               | 21 maart 1971     |

## Seizoen 7 (1971–72)
| Nr. | Afl. | Titel aflevering        | Regisseur         | Schrijver                                                 | Uitzenddatum VS   |
| --- | ---- | ----------------------- | ----------------- | --------------------------------------------------------- | ----------------- |
| 701 | 167  | Death on Sunday         | Virgil W. Vogel   | Mark Weingart                                             | 12 september 1971 |
| 702 | 168  | Recurring Nightmare     | Virgil W. Vogel   | Robert Lewin                                              | 19 september 1971 |
| 703 | 169  | The Last Job            | Virgil W. Vogel   | Robert Heverly                                            | 26 september 1971 |
| 704 | 170  | The Deadly Gift         | Philip Abbott     | Benjamin Masselink                                        | 3 oktober 1971    |
| 705 | 171  | Dynasty of Hate         | Virgil W. Vogel   | Robert Heverly                                            | 10 oktober 1971   |
| 706 | 172  | The Mastermind: Part 1  | Virgil W. Vogel   | Robert Heverly                                            | 17 oktober 1971   |
| 707 | 173  | The Mastermind: Part 2  | Virgil W. Vogel   | Robert Heverly                                            | 24 oktober 1971   |
| 708 | 174  | The Watch-Dog           | Allen Reisner     | Gerald Sanford                                            | 31 oktober 1971   |
| 709 | 175  | The Game of Terror      | Ralph Senensky    | Robert M. Young (as Robert Malcolm Young)                 | 7 november 1971   |
| 710 | 176  | End of a Hero           | Ralph Senensky    | Ed Waters                                                 | 21 november 1971  |
| 711 | 177  | Superstition Rock       | Seymour Robbie    | Mark Rodgers                                              | 28 november 1971  |
| 712 | 178  | The Minerva Tapes       | Michael O'Herlihy | Warren Duff                                               | 5 december 1971   |
| 713 | 179  | Bitter Harbor           | Virgil W. Vogel   | Ron Bishop (verhaal en verhaal), Robert Heverly (verhaal) | 12 december 1971  |
| 714 | 180  | The Recruiter           | Virgil W. Vogel   | Robert C. Dennis                                          | 19 december 1971  |
| 715 | 181  | The Buyer               | Carl Barth        | Ed Waters                                                 | 2 januari 1972    |
| 716 | 182  | A Second Life           | Ralph Senensky    | Dick Nelson                                               | 9 januari 1972    |
| 717 | 183  | The Break-Up            | Virgil W. Vogel   | Ed Waters                                                 | 16 januari 1972   |
| 718 | 184  | Judas Goat              | Virgil W. Vogel   | Robert M. Young                                           | 23 januari 1972   |
| 719 | 185  | The Hunters             | Virgil W. Vogel   | Mark Rodgers                                              | 30 januari 1972   |
| 720 | 186  | Arrangement with Terror | Ralph Senensky    | Ed Waters                                                 | 6 februari 1972   |
| 721 | 187  | The Set-Up              | Seymour Robbie    | Robert Heverly                                            | 13 februari 1972  |
| 722 | 188  | The Test                | Michael O'Herlihy | Mark Weingart                                             | 20 februari 1972  |
| 723 | 189  | The Corruptor           | Virgil W. Vogel   | Robert Heverly                                            | 27 februari 1972  |
| 724 | 190  | The Deadly Species      | Ralph Senensky    | Dick Nelson                                               | 5 maart 1972      |
| 725 | 191  | Dark Journey            | Philip Abbott     | Gerald Sanford                                            | 12 maart 1972     |
| 726 | 192  | Escape to Nowhere       | Virgil W. Vogel   | Ed Waters                                                 | 19 maart 1972     |

## Seizoen 8 (1972–73)
| Nr. | Afl. | Titel aflevering         | Regisseur       | Schrijver                                      | Uitzenddatum VS   |
| --- | ---- | ------------------------ | --------------- | ---------------------------------------------- | ----------------- |
| 801 | 193  | The Runner               | Lawrence Dobkin | Jack Turley                                    | 17 september 1972 |
| 802 | 194  | The Edge of Desperation  | Arnold Laven    | Mark Weingart                                  | 24 september 1972 |
| 803 | 195  | The Fatal Showdown       | Virgil W. Vogel | Ed Waters                                      | 1 oktober 1972    |
| 804 | 196  | The Franklin Papers      | Virgil W. Vogel | Benjamin Masselink                             | 8 oktober 1972    |
| 805 | 197  | The Gopher               | Virgil W. Vogel | Calvin Clements Sr. (as Calvin Clements)       | 15 oktober 1972   |
| 806 | 198  | End of a Nightmare       | Earl Bellamy    | Gerald Sanford                                 | 22 oktober 1972   |
| 807 | 199  | The Engineer             | Philip Abbott   | Norman Lessing                                 | 29 oktober 1972   |
| 808 | 200  | A Game of Chess          | Philip Leacock  | Warren Duff (verhaal), Mark Weingart (verhaal) | 5 november 1972   |
| 809 | 201  | The Wizard               | Walter Grauman  | Robert W. Lenski                               | 12 november 1972  |
| 810 | 202  | The Loner                | Virgil W. Vogel | Mark Rodgers                                   | 19 november 1972  |
| 811 | 203  | Canyon of No Return      | Virgil W. Vogel | Robert Heverly                                 | 26 november 1972  |
| 812 | 204  | Holiday with Terror      | Carl Barth      | Robert M. Young                                | 3 december 1972   |
| 813 | 205  | The Jug Marker           | Virgil W. Vogel | Robert Heverly                                 | 10 december 1972  |
| 814 | 206  | The Outcast              | Virgil W. Vogel | Howard Dimsdale (as Arthur Dales)              | 17 december 1972  |
| 815 | 207  | Dark Christmas           | Virgil W. Vogel | Robert Heverly                                 | 24 december 1972  |
| 816 | 208  | The Rap Taker            | Virgil W. Vogel | Dick Nelson                                    | 7 januari 1973    |
| 817 | 209  | A Gathering of Sharks    | Earl Bellamy    | Mark Weingart                                  | 14 januari 1973   |
| 818 | 210  | The Disinherited         | Virgil W. Vogel | Robert Heverly                                 | 21 januari 1973   |
| 819 | 211  | Desperate Journey        | Earl Bellamy    | Calvin Clements Sr. (as Calvin Clements)       | 28 januari 1973   |
| 820 | 212  | The Double Play          | Seymour Robbie  | Ed Waters                                      | 4 februari 1973   |
| 821 | 213  | The Wedding Gift         | Arnold Laven    | Dick Nelson                                    | 11 februari 1973  |
| 822 | 214  | The Detonator            | Seymour Robbie  | Calvin Clements Sr. (as Calvin Clements)       | 25 februari 1973  |
| 823 | 215  | Sweet Evil               | Philip Leacock  | Mark Weingart                                  | 4 maart 1973      |
| 824 | 216  | Memory of a Legend       | Seymour Robbie  | Calvin Clements Sr. (as Calvin Clements)       | 11 maart 1973     |
| 825 | 217  | Night of the Long Knives | Robert Douglas  | Robert Heverly                                 | 25 maart 1973     |
| 826 | 218  | The Loper Gambit         | Philip Abbott   | Robert M. Young                                | 1 april 1973      |

## Seizoen 9 (1973–74)
| Nr. | Afl. | Titel aflevering           | Regisseur        | Schrijver                                | Uitzenddatum VS   |
| --- | ---- | -------------------------- | ---------------- | ---------------------------------------- | ----------------- |
| 901 | 219  | The Big Job                | Don Medford      | Robert M. Young                          | 16 september 1973 |
| 902 | 220  | The Confession             | Don Medford      | Jack Turley                              | 30 september 1973 |
| 903 | 221  | Break-In                   | Marc Daniels     | Norman Lessing                           | 7 oktober 1973    |
| 904 | 222  | The Pay-off                | Virgil W. Vogel  | Calvin Clements Sr. (as Calvin Clements) | 14 oktober 1973   |
| 905 | 223  | The Exchange               | Marc Daniels     | Robert C. Dennis                         | 21 oktober 1973   |
| 906 | 224  | Tower of Terror            | Don Medford      | Jackson Gillis                           | 28 oktober 1973   |
| 907 | 225  | Fatal Reunion              | William Wiard    | Mark Rodgers                             | 4 november 1973   |
| 908 | 226  | Rules of the Game          | Don Medford      | Ed Waters                                | 18 november 1973  |
| 909 | 227  | Fool's Gold                | William Wiard    | Robert W. Lenski                         | 25 november 1973  |
| 910 | 228  | The Killing Truth          | Lawrence Dobkin  | Irv Pearlberg                            | 9 december 1973   |
| 911 | 229  | The Bought Jury            | Alexander Singer | Barry Oringer                            | 16 december 1973  |
| 912 | 230  | Ransom                     | Earl Bellamy     | Ed Waters                                | 30 december 1973  |
| 913 | 231  | A Piece of the Action      | Don Medford      | Mark Rodgers                             | 6 januari 1974    |
| 914 | 232  | Selkirk's War              | Walter Grauman   | S.S. Schweitzer                          | 27 januari 1974   |
| 915 | 233  | The Betrayal               | William Wiard    | S.S. Schweitzer                          | 3 februari 1974   |
| 916 | 234  | The Animal                 | Walter Grauman   | …                                        | 17 februari 1974  |
| 917 | 235  | The Two Million Dollar Hit | Robert Douglas   | Calvin Clements Sr. (as Calvin Clements) | 24 februari 1974  |
| 918 | 236  | Diamond Run                | Michael Caffey   | Arthur Weingarten                        | 10 maart 1974     |
| 919 | 237  | Deadly Ambition            | Don Medford      | Robert W. Lenski                         | 17 maart 1974     |
| 920 | 238  | The Lost Man               | William Wiard    | Judy Burns                               | 24 maart 1974     |
| 921 | 239  | The Vendetta               | Virgil W. Vogel  | Richard H. Landau                        | 7 april 1974      |
| 922 | 240  | Confessions of a Madman    | Philip Abbott    | Richard H. Landau                        | 14 april 1974     |
| 923 | 241  | Survival                   | Seymour Robbie   | Irv Pearlberg                            | 28 april 1974     |

## Overzicht van regisseurs met aantal afleveringen
| Regisseur          | Aantal afl. |
| ------------------ | ----------- |
| George McCowan     | 21          |
| Walter Grauman     | 20          |
| Carl Barth         | 17          |
| Seymour Robbie     | 16          |
| Gunnar Hellström   | 15          |
| Philip Abbott      | 13          |
| Joseph Sargent     | 12          |
| Don Medford        | 10          |
| Robert Douglas     | 8           |
| Richard Donner     | 7           |
| Harvey Hart        | 7           |
| Herschel Daugherty | 7           |
| Alexander Singer   | 7           |
| Christian Nyby     | 6           |
| Lewis Allen        | 6           |
| Virgil W. Vogel    | 6           |
| Michael Caffey     | 6           |
| Jesse Hibbs        | 5           |
| Paul Wendkos       | 5           |
| William Hale       | 5           |
| Robert Day         | 5           |
| Gene Nelson        | 4           |
| Michael O'Herlihy  | 4           |
| Arnold Laven       | 4           |
| Marc Daniels       | 4           |
| William Wiard      | 4           |
| Bernard McEveety   | 3           |
| Allen Reisner      | 3           |
| William A. Graham  | 2           |
| Ralph Senensky     | 2           |
| Alvin Ganzer       | 2           |
| Earl Bellamy       | 2           |
| Nicholas Webster   | 1           |
| Lawrence Dobkin    | 1           |
| Philip Leacock     | 1           |